# Monepidosis acuta
Monepidosis acuta är en tvåvingeart som beskrevs av Spungis 2006. Monepidosis acuta ingår i släktet Monepidosis och familjen gallmyggor. Inga underarter finns listade i Catalogue of Life.